# Срце ми је застало
Срце ми је застало је песма коју пева Ђогани, српска група. Песма је објављена 2013. године, на албуму 2015.

## Текст и мелодија
Песма Срце ми је застало је ауторско дело, чији је текст написао Стева Симеуновић. Сам назив песме је синтагма срце ми је застало.
Музику за песму радили су Стева Симеуновић и Ђоле Ђогани, а аранжман Александар Кобац.

## Спот
ONAIR MEDIA GROUP је урадио спот за песму. На Јутјуб је отпремљен 14. јула 2013. године.